# Boule Lyonnaise

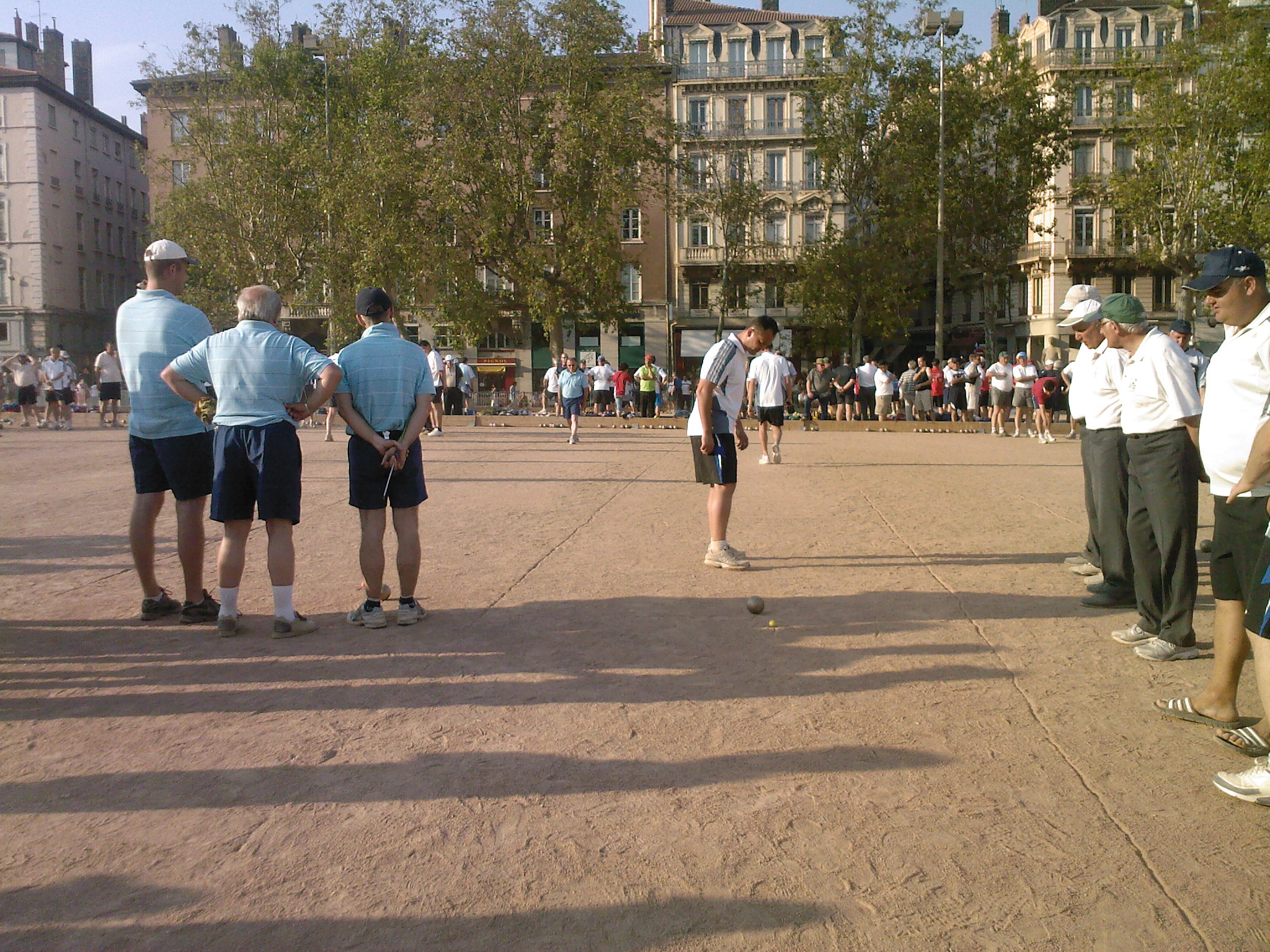
Boule Lyonnaise auf dem Place Bellecour in Lyon/Frankreich

Boule Lyonnaise (oder Jeu National („Nationalspiel“), Lyonnaise, Jeu Lyonnais, heute Sport-Boule genannt) ist ein Kugelspiel, ein Präzisionssport und eine Art des Boulespiels.

## Allgemeines

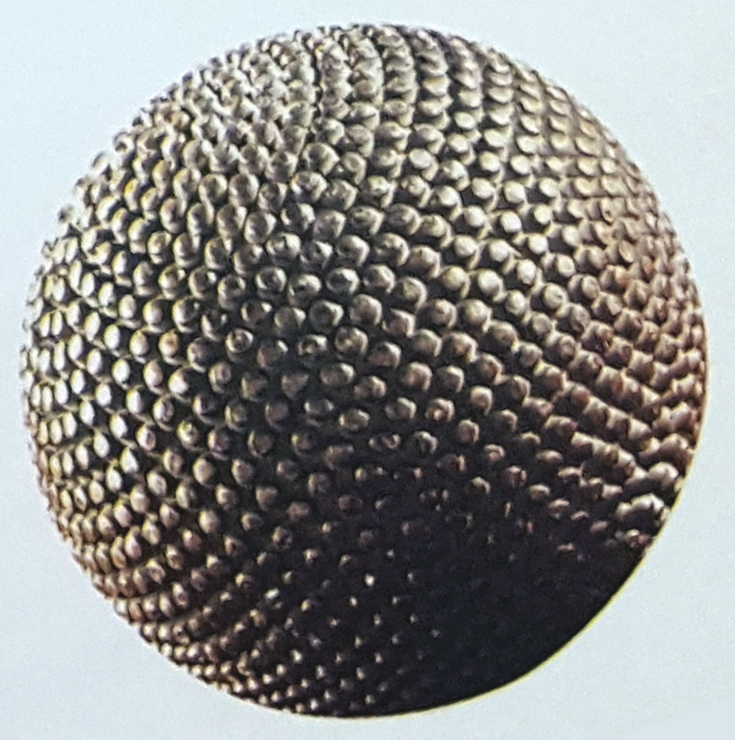
Alte Boule Lyonnaise-Eisenkugel

Ziel des Spiels ist es, möglichst viele Kugeln an einer kleinen Zielkugel (But, Petite, Bouchon, Cochonnet) zu platzieren.
Diese Form des Kugelspiels ist in Frankreich vor allem als Pétanque sehr populär, die Fédération française du sport-boules zählte 2005 80.500 Lizenzen. In Deutschland ist der Deutsche Boule Lyonnaise Verband zuständig. Dieser ist Mitglied im Deutschen Boccia-, Boule- und Pétanque Verband e. V. (DBBPV).
Boule Lyonnaise war 1900 in Paris inoffizielle olympische Disziplin. Sieger waren Amédée Mouranchon, Clapier, Gaud und Bouvier (alle Frankreich).
Boule Lyonnaise wird vor allem in den Regionen Lyon, Dauphiné, Savoie, Auvergne, Pyrénées und Île-de-France gespielt.
Aus Boule Lyonnaise ist Jeu Provençal und daraus wiederum Pétanque entstanden.
International ist Boule Lyonnaise in der Fédération Internationale de Boules, die zum Dachverband Confédération Mondiale des Sports de Boules (CMSB) gehört, organisiert.
Neben dem Mannschaftsspiel gibt es Schießdisziplinen: Tir progessif, Tir rapide en double und Tir de précision.

## Das Spielfeld
Das Spielfeld misst 27,50 × 3,00 Meter. Es ist an den Enden mit Banden versehen und durch Linien unterteilt. Auch für die Schießdisziplinen gibt es Spielfelder.

## Die Regeln
Als Punkte zählen am Ende einer Aufnahme die Kugeln einer Mannschaft, die am Ende einer Aufnahme näher an der Zielkugel liegen als die der gegnerischen Formation. Das Spiel wird entweder bis 13 Punkte oder über einen Zeitraum (1:30 oder 2:00 Stunden) gespielt.
Einen Schuss muss man ansagen, er darf nicht mehr als 50 cm vor der zu schießenden Kugel auf den Boden auftreffen. Um die Kugeln bei einem ungültigen Schuss zurücklegen zu können, müssen diese markiert werden.
Größe und Gewicht der Kugeln und der Zielkugel sind vorgeschrieben, siehe Tabelle Wettkampfkugeln.

## Formationen
Für das Mannschaftsspiel gibt es folgende Formationen:
- Simple (1 gegen 1 – vier Kugeln pro Spieler)
- Double (2 gegen 2 – drei Kugeln pro Spieler)
- Triplette (3 gegen 3 – zwei Kugeln pro Spieler)
- Quadrette (4 gegen 4 – zwei Kugeln pro Spieler)

## Präzisions-Schießwettbewerb

### Tir progessif, Tir rapide en double

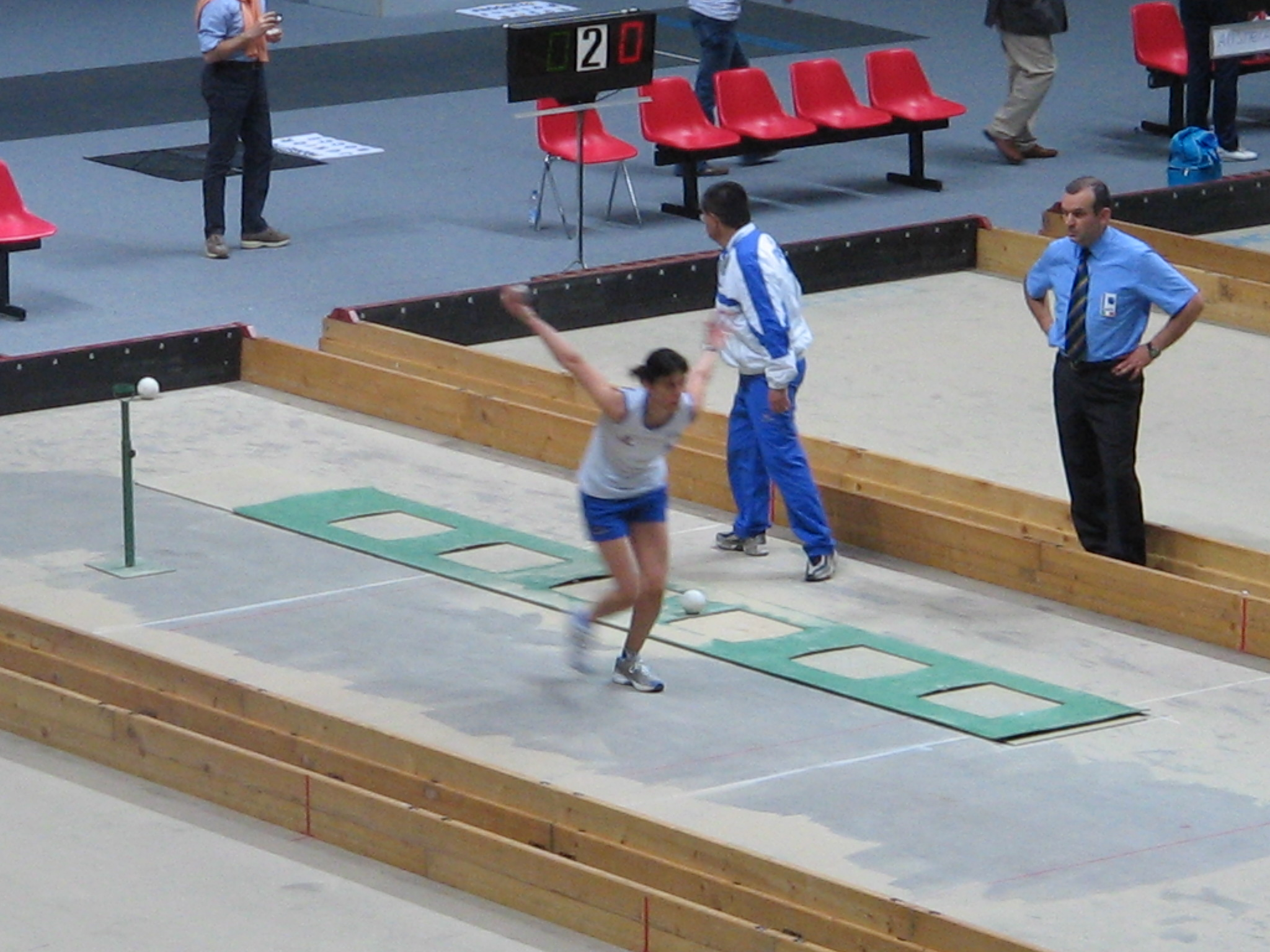
Das Schießen im Boule Lyonnaise

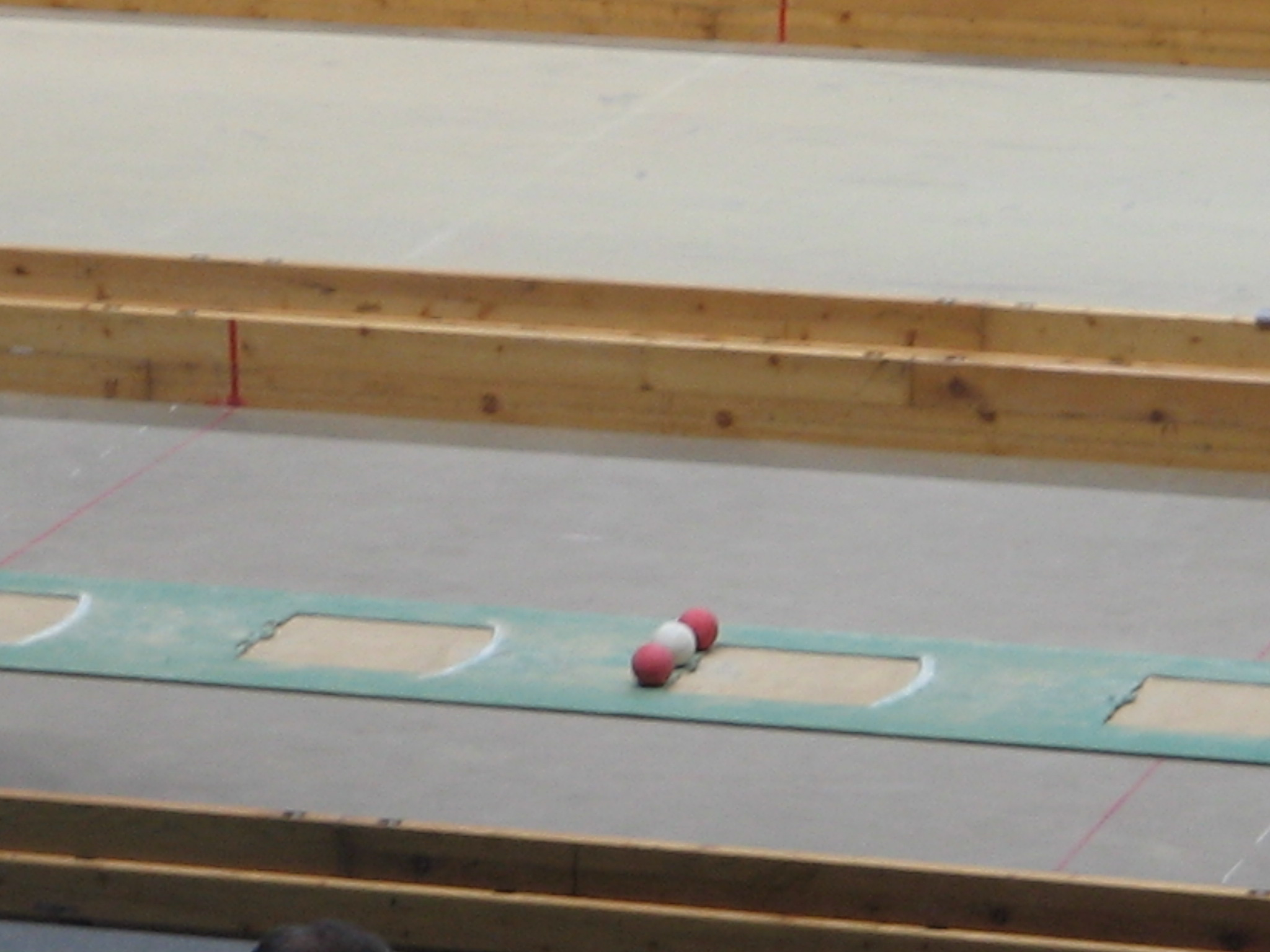
Atelier beim Schießwettbewerb

Tir progessif ist eine Schießdisziplin, bei der in fünf Minuten auf jeweils sechs Kugeln in einer Entfernung von 13,05 bis 17,05 Metern geschossen wird. Nach sechs Schuss sprintet der Tireur (Schießer) auf die gegenüberliegende Seite und schießt erneut auf sechs Kugeln. Der Tireur schießt, bis die Zeit abgelaufen ist. Damen und unter 14-Jährige schießen nur auf drei Kugeln aus einer Distanz von 13,05 bis 14,65 Metern.
Tir rapide en double ist eine Mannschaftsversion des Tir progessif.

### Tir de précision
Der Präzisions-Schießwettbewerb wird auf 11 Feldern ausgeführt, die zwischen 12,5 und 17,5 Meter (für Frauen und unter 14-Jährige 12,5 und 16 Meter) von einer nicht zu überschreitenden Linie entfernt sind. Auf den 11 Feldern sind Kugeln und Zielkugeln zu verschiedenen sogenannten Bildern platziert. Dabei befinden sich außer der zu treffenden Kugel oder Zielkugel weitere Kugeln auf dem Feld, die nicht berührt werden dürfen.
Spielfelder, Abstände, Schussbilder und Kugelmaße siehe Le Terrain de Jeu auf der Website der FIB.

## Deutschland
In Deutschland wird Boule Lyonnaise lediglich von vier Vereinen in Hessen und Baden-Württemberg gespielt, diese haben zusammen etwa 200 Mitglieder.
Diese sind im Deutschen Boule Verband Sektion Lyonnaise (DBVL) des Deutschen Boccia-, Boule- und Pétanque Verbands e. V. (DBBPV) organisiert.

## Schweiz
In der Schweiz ist Boule Lyonnaise in der Federation Suisse de Boules organisiert.